# Ellon (Francja)
Ellon – miejscowość i gmina we Francji, w regionie Normandia, w departamencie Calvados.
Według danych na rok 1990 gminę zamieszkiwało 380 osób, a gęstość zaludnienia wynosiła 56 osób/km² (wśród 1815 gmin Dolnej Normandii Ellon plasuje się na 526. miejscu pod względem liczby ludności, natomiast pod względem powierzchni na miejscu 734.).